# Anna Malova (volley-ball)
Anna Nikolaïevna Malova (en russe : Анна Николаевна Малова) est une joueuse de volley-ball russe née le 16 avril 1990 à Oulianovsk. Elle mesure 1,75 m et joue au poste de libero. Elle totalise 84 sélections en équipe de Russie.

## Clubs
| Club             | De        | À         |
| ---------------- | --------- | --------- |
| Iskra Samara     | 2007-2008 | 2008-2009 |
| Oufimotchka Oufa | 2009-2010 | 2013-2014 |
| Dinamo Moscou    | jan 2014  | 2016-2017 |
| Ouralotchka NTMK | 2018-2019 | 2018-2019 |
| Dinamo Kazan     | 2019-2020 | …         |

## Palmarès

### Équipe nationale
- Championnat d'Europe
  - Vainqueur : 2013, 2015.
- Grand Prix mondial
  - Finaliste : 2015.

### Clubs
- Championnat de Russie
  - Vainqueur : 2016, 2017, 2020.
  - Finaliste : 2014, 2015.
- Coupe de Russie
  - Vainqueur : 2013, 2019.
  - Finaliste : 2016.
- Supercoupe de Russie
  - Vainqueur : 2020.

### Distinctions individuelles
- Grand Prix mondial de volley-ball 2015: Meilleure libéro[2].
- Championnat d'Europe de volley-ball féminin 2015: Meilleure libéro[3].